# Agriades aquilina
Agriades aquilina är en fjärilsart som beskrevs av Otto Staudinger 1901. Agriades aquilina ingår i släktet Agriades och familjen juvelvingar. Inga underarter finns listade i Catalogue of Life.